# Міхел ван Тюйком
Міхел ван Тюйком (23 листопада 1954) — бельгійський хокеїст на траві. Учасник літніх Олімпійських ігор 1976 у Монреалі, де його збірна посіла 9-те місце. Зіграв 5 матчів і забив два голи у ворота Збірної Аргентини.